# Lisa Frankenstein
Lisa Frankenstein è un film del 2024 diretto da Zelda Williams, al suo esordio alla regia.
La pellicola è liberamente ispirata al romanzo Frankenstein o il moderno Prometeo di Mary Shelley.

## Trama
New Orleans, 1989. Lisa Swallows è un'adolescente eccentrica e solitaria che a seguito della perdita prematura della madre, brutalmente assassinata da un maniaco durante un agguato in casa loro circa un anno prima, si ritrova a dover iniziare una nuova vita e ripetere l'anno scolastico in una nuova città: nella nuova scuola fatica a integrarsi in quanto non trova coetanei con interessi analoghi, oltre ad essere stigmatizzata come "ragazza strana" anche al di fuori dell'ambito scolastico. A casa la situazione non è migliore: suo padre Dale si è risposato dopo poco più di sei mesi dalla tragedia con Janet, un'infermiera dai modi melliflui e perfezionisti che non prova alcun affetto verso Lisa, la vessa e ed è sempre pronta ad accusarla di qualsiasi cosa ogni volta che ne ha l'occasione, mentre la sorellastra Taffy, tipica reginetta di bellezza e cheerleader della scuola, la tratta con un misto di pietà e sufficienza, confondendo il suo disagio e la sua timidezza con asocialità. Le uniche cose che confortano Lisa sono il cinema, la letteratura e l'anonima tomba di un ragazzo conosciuto semplicemente come "Celibe" presente in un antico cimitero abbandonato, con la quale Lisa si confida e della quale è platonicamente infatuata. 
Una sera Taffy convince Lisa a seguirla, seppur malvolentieri, a una festa presso una casa dove si è radunata gran parte del liceo. Lì, Lisa incontra Michael Trent, il tipico belloccio popolare della scuola e suo compagno di corso di letteratura, per il quale lei ha una cotta e con il quale inizia a parlare. La conversazione viene interrotta da un'amica di Michael che sollecita entrambi a bere una sostanza sconosciuta, e Lisa accetta per impressionare il ragazzo. La sostanza però ha un effetto troppo forte su Lisa, che inizia a sentirsi male ed accusare alterazioni audio-visive. Viene soccorsa dal suo compagno di classe Doug, che la aiuta a ricomporsi la porta in casa finché Lisa non si calma e appena riescono ad appartarsi, la molesta sessualmente. Sconvolta, Lisa scappa via verso casa mentre una violenta tempesta si abbatte sulla città e un tuono si abbatte proprio nel vecchio cimitero abbandonato. Lisa si risveglia stordita e viene prontamente rimproverata dalla madre perché ha trovato lo specchio del bagno rotto, e si ritrova a dover affrontare una punizione. Verso la sera Lisa decide di rimanere sola a casa pur di avere un attimo di pace, mentre i genitori vanno a cinema a guardare senti chi parla. Mentre guarda un vecchio film dell'orrore, Lisa si rende conto di non essere sola: in casa è entrata quella che sembra una creatura mostruosa dalla quale Lisa cerca inizialmente di scappare, finché la Creatura non riesce a calmarla e a farle capire (a gesti, in quanto non è in grado di parlare) che è il ragazzo sepolto nella tomba a cui Lisa fa spesso visita, riportato in vita dal tuono che la notte prima aveva colpito il cimitero. Avendo ascoltato tutte le dolci conversazioni che Lisa rivolgeva alla sua tomba, la Creatura fa capire a Lisa che è venuta da lei per farne la sua compagna, cosa che in vita lui aveva sempre desiderato ma che non ha potuto avere per la sua tragica morte prematura. Lisa spiega alla Creatura che ha frainteso le sue intenzioni, ma quando la creatura scoppia in lacrime si sente profondamente in colpa, e decide di prendersene cura. La prima richiesta della Creatura sono una nuova mano destra e un nuovo orecchio sinistro, ma Lisa non ha alcuna idea su come aiutarlo e a malincuore declina questa sua richiesta. Nel frattempo i genitori e la sorellastra rincasano, trovano il soggiorno sottosopra (devastato pocanzi dalla Creatura) e Janet accusa Lisa di essere pazza e intima a Dale di prendere provvedimenti in quanto va chiusa in un istituto psichiatrico.
Il mattino successivo, mentre Lisa va a scuola, la Creatura resta nascosta in casa e ha modo di osservare Janet alla quale fa alcuni screzi, tra cui mettere un verme nel suo spuntino dietetico. Su tutte le furie, Janet crede che sia un dispetto di Lisa e quando lei torna a casa la schiaffeggia, la insulta e le dice che intende farla internare in manicomio, e in quel momento viene colpita violentemente alla testa dalla Creatura, morendo sul colpo. Mentre si disfano del cadavere di Janet, la creatura recide l'orecchio sinistro della donna e chiede a Lisa di cucirglielo addosso, ma nonostante tale operazione l'organo non è ancora funzionante. La Creatura spiega dunque a Lisa, attraverso il disegno di una saetta, che serve una scossa elettrica molto potente per poterlo attivare e a Lisa viene subito in mente il lettino abbronzante difettoso della sorellastra, che ad alta potenza tende a generare vere e proprie scosse elettriche. Tale esperimento ha successo e l'orecchio riprende a funzionare, e sia Lisa che la Creatura decidono che è il momento di trovare una mano nuova: con un espediente Lisa convince Doug, il ragazzo che aveva provato ad approfittarsi di lei, a seguirla nel cimitero abbandonato della città. Lì subisce un agguato dalla Creatura che lo uccide poco dopo avergli mozzato la mano. Lisa diventa nel tempo più sicura di sé e inizia a maturare l'idea di farsi avanti con la sua cotta, Michael, e di concedersi sessualmente per la prima volta a lui, suscitando la gelosa riottosità della Creatura. Intanto, sia la scomparsa di Janet che quella di Dough iniziano ad essere notate e la polizia prende a svolgere delle indagini. È la stessa ragazza amica di Michael incontrata alla festa tempo addietro a indicare Lisa come l'ultima persona ad aver visto Doug in vita in quanto l'ha spiata mentre metteva il bigliettino per proporre al ragazzo di incontrarla, e seppur temporaneamente, Lisa riesce a temporeggiare. Lisa decide che è il momento di andare a casa di Michael e viene accompagnata in auto dalla stessa Creatura, ma quando lo raggiunge lo trova a letto proprio con Taffy e va su tutte le furie, accusandola di fare di tutto pur di rubarle costantemente l'attenzione. Prima ancora che Lisa possa finire di parlare, la creatura evira con un colpo secco d'ascia Michael, uccidendolo, ne raccoglie il pene reciso e va via. Lisa intanto porta in disparte la sorellastra, fortemente sotto shock, e nel calmarla confessa infine di come, in fin dei conti, Taffy sia stata l'unica persona nella sua nuova famiglia così come a scuola ad accettarla e cercare di renderla parte della sua vita, seppur a suo contorto e superficiale modo. Lisa si reca dunque al cimitero con l'intenzione di uccidere la Creatura una volta per tutte, ma quando la raggiunge non ne trova il coraggio. Dopo aver ucciso una poliziotta che passava lì in quanto in tale luogo vengono ritrovati entrambi i corpi di Doug e Janet, la Creatura abbraccia Lisa e le porge il pene reciso di Michael, chiedendole di cucirglielo addosso proprio per renderla felice. Solo allora Lisa capisce che il solo e unico ragazzo che la ama sinceramente è proprio la Creatura e, cucito e "attivato" anche quest'organo, i due tornano a casa e hanno il loro primo rapporto sessuale. Compreso ormai che ogni sospetto sulle morti della matrigna e del compagno di classe cadranno inevitabilmente su di lei e che sarebbe stata arrestata, Lisa chiede alla Creatura di ucciderla richiudendola nel lettino abbronzante e sovraccaricandone il voltaggio, così che entrambi possano ricongiungersi dopo la sua morte. La Creatura fa quanto le viene chiesto e pressoché l'intero quartiere accorre attonito verso l'abitazione, osservando il garage-solarium avvolto dalle fiamme, rivolgendo aspri commenti su Lisa. 
Diverso tempo dopo, Dale e Taffy vanno al cimitero in visita presso la tomba di Lisa e dopo qualche considerazione in merito alla vicenda vanno via, e nel mentre Taffy nota una cosa strana ai piedi della lapide: due caramelle gommose a forma di anelli l'uno accanto all'altra e un'incisione che recita "Moglie adorata". Nel frattempo, dall'altra parte della città, nel parco accanto all'antico cimitero abbandonato, si sente una voce recitare una poesia: la voce è della Creatura, che seduto a una panchina sta leggendo per Lisa, adesso unita per sempre a lui nella loro non-morte.

## Produzione

### Sviluppo
Nel giugno 2022 Diablo Cody ha annunciato di aver completato la sceneggiatura di Lisa Frankenstein, che avrebbe prodotto insieme a Mason Novick. La partecipazione al film di Kathryn Newton e Cole Sprouse è stata confermata insieme all'annuncio del film, mentre nell'agosto dello stesso anno Liza Soberano, Carla Gugino e Joe Chrest si sono uniti al cast.

### Riprese
Le riprese principali si sono svolte a New Orleans tra l'agosto e il settembre 2022.

## Promozione
Il primo trailer del film è stato pubblicato il 26 ottobre 2023, mentre un secondo trailer esteso è stato diffuso il 4 gennaio 2024.

## Distribuzione
Il film è stato distribuito nelle sale statunitensi il 9 febbraio 2024. In Italia è uscito direttamente in home video a causa del flop in America.

## Accoglienza

### Incassi
Con un budget di 13 milioni, il film ha incassato 9927714 $, di cui 9774285 $ nel mercato domestico nordamericano, rivelandosi un flop.

### Critica
Su Rotten Tomatoes il 52% delle 204 recensioni critiche è positivo, con un voto medio di 5.6/10; su Metacritic 43 critici gli assegnano un voto medio ponderato di 47/100.